# Mogoșești, Maramureș
Mogoșești (în maghiară: Magosfalu) este un sat în comuna Satulung din județul Maramureș, Transilvania, România.

## Istoric
Prima atestare documentară: 1566 (Maghafalw, Mogosfalwa). 

## Etimologie
Etimologia numelui localității: din n. grup mogoșești < n.fam. Mogoș (< magh. mogos, mogus, magos, magas „înalt") + suf. -ești. 

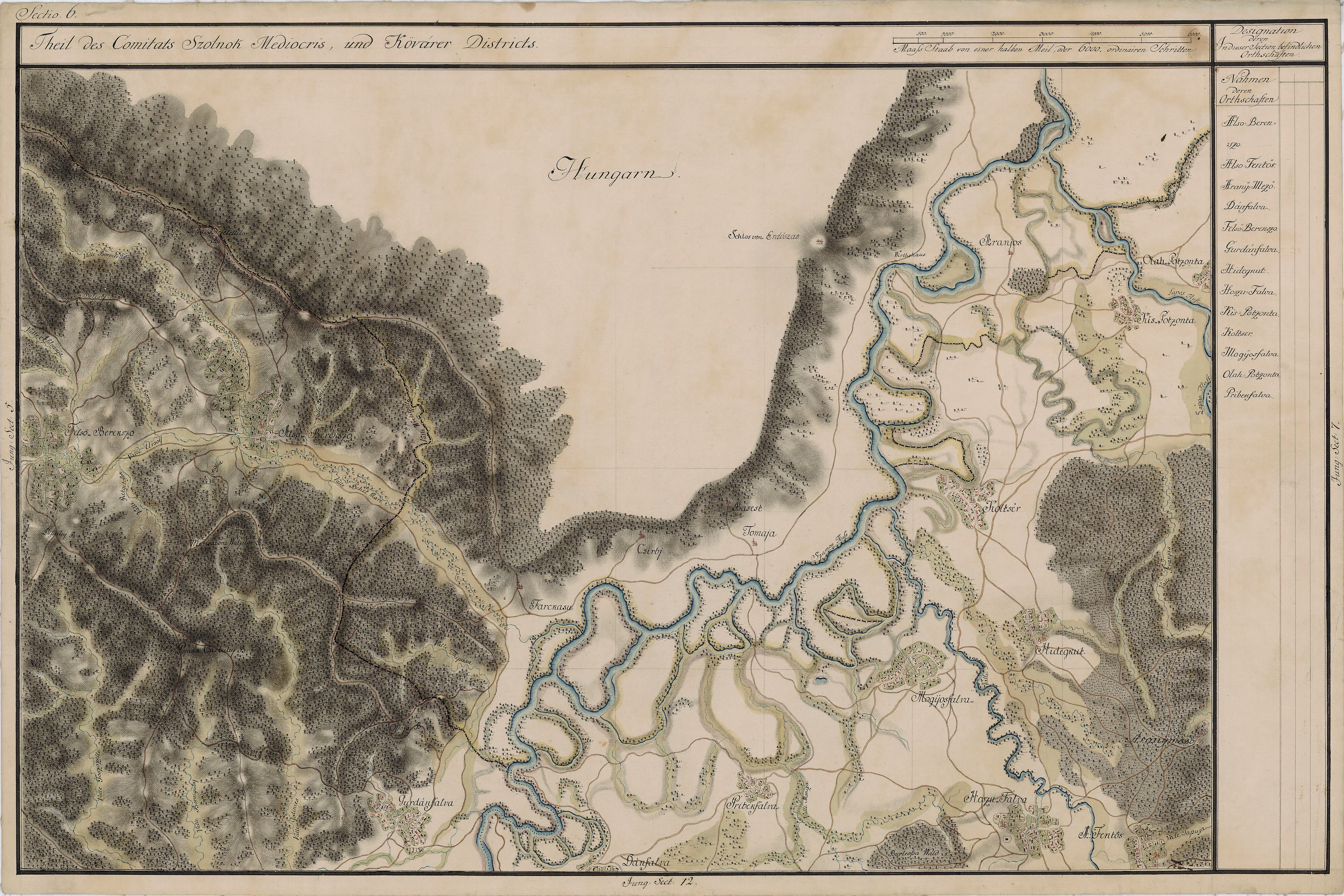
Mogoşeşti în Harta Iosefină a Transilvaniei

## Demografie
La recensământul din 2011, populația era de 805 locuitori. 

## Legături externe
- Mogoșești.ro - website oficial